# Evening Standard Theatre Awards
L'Evening Standard Award è un premio teatrale britannico che viene assegnato ai migliori spettacoli di prosa e musical rappresentati a Londra: l'assegnazione è rivolta anche allo staff tecnico ed artistico degli spettacoli, nonché ai suoi autori. Il premio viene consegnato dal 1955. Il premio è il più antico riconoscimento teatrale del Regno Unito e vengono presentati dal London Evening Standard.